# Tordino
Il Tordino è un fiume  della provincia di Teramo, in Abruzzo. In epoca romana aveva nome Batinus.

## Corso
Nasce tra il Monte Gorzano (m. 2455) e il Monte Pelone Meridionale (m. 2230) (Monti della Laga) nel territorio del comune di Cortino e dopo un percorso di 59 km sfocia nel mare Adriatico.
Inizialmente scorre nel territorio del Parco Nazionale del Gran Sasso e Monti della Laga verso est con un regime di tipo torrentizio e compie quindi un arco verso nord aggirando il Monte Bilanciere (m. 1263), per dirigersi quindi verso sud-est.
In prossimità delle sorgenti il Tordino forma la cascata della Fiumata e poco dopo ancora le cascate del Tordino. Dopo le tre prese Enel site sul fosso Malvese, sull'asse principale del Tordino e sul fosso Cavata, il fiume attraversa Padula e la località Fiume e, tra il paese di Lame e quello di Elce funge da confine tra i comuni di Cortino e Rocca S. Maria. In un remoto passato questo primo tratto del fiume era anche denominato Trontino.
Nel tratto alto del percorso si conservano mulini e frantoi fino a Valle San Giovanni, a monte del quale, in località Varano, il Tordino è nuovamente captato dall'Enel. 
Alla confluenza tra il Tordino e il Vezzola sorge Teramo (antica Interamnia che in latino vuol dire "tra fiumi").
Alla sua foce sorse Giulianova (l'antica Castrum Novum). Prima ancora, in suddetta zona, vi era un nucleo abitato, probabilmente chiamato Batinus (antico nome del fiume), di vita e civiltà più antiche della capitale del Pretuzio, Interamnia.
Il suo bacino comprende una superficie complessiva di circa 450 km², e con i suoi 59 km di lunghezza è il quarto fiume d'Abruzzo. Riceve come affluenti da sinistra il fosso della Cavata (che forma presso la sorgente i tre balzi delle cascate Cantagalli o della Cavata), il Rivettino, il Castiglione, il Rivoleto, il rio Verde, il fosso dell'Inferno, il torrente Fiumicino (corso di 10 km) e il fiume Vezzola.
Quest'ultimo, le cui acque sono in gran parte captate dall'Enel, ha un corso di 20 km di lunghezza:  nasce presso la frazione Imposte del comune di Rocca Santa Maria e attraversa Torricella Sicura.
Gli affluenti di destra del Tordino sono il fosso Malvese, il fosso di Elce e il torrente Fiumicello, che raccoglie le acque delle pendici del Bilanciere.

## Galleria d'immagini

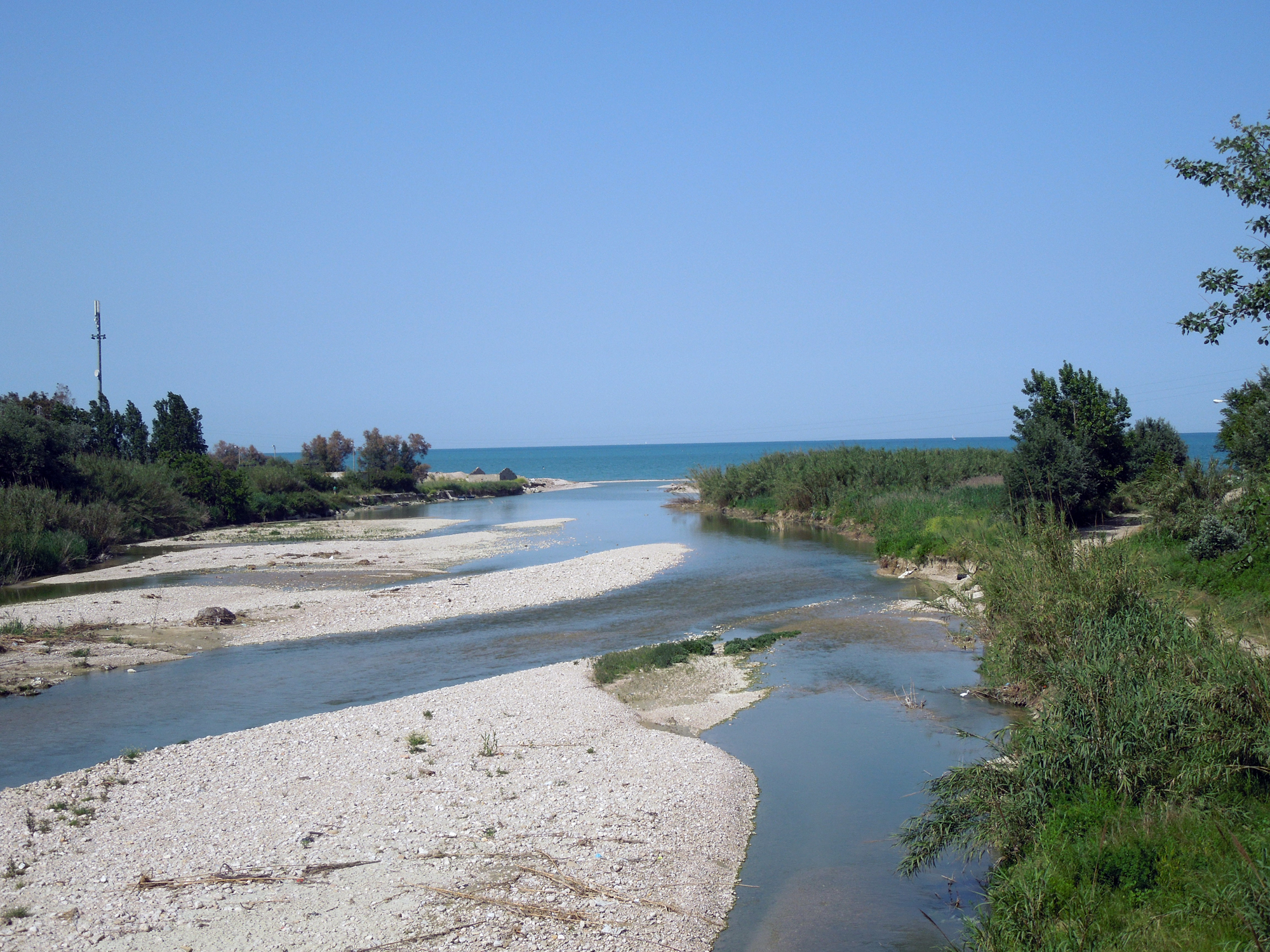
Foce del fiume
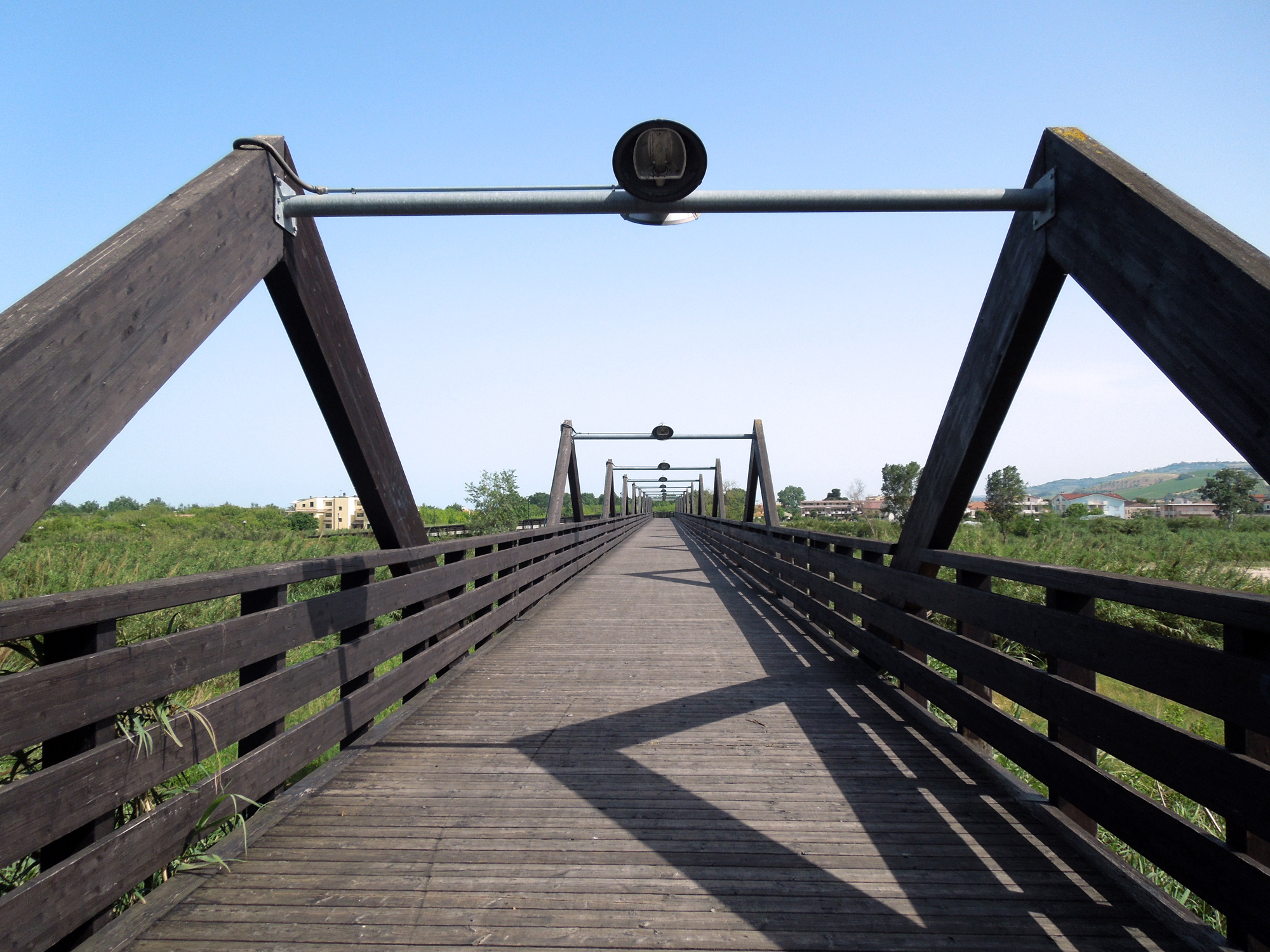
Ponte ciclopedonale che attraversa il corso del fiume e collega Giulianova Lido a Cologna Spiaggia.